# 강원특별자치도의 문화유산자료
강원특별자치도의 문화재자료는 국가지정문화재 또는 도지정문화재로 지정되지 않은 유형의 문화재 중에서 향토문화 보존상 원형대로 보존할 가치가 있는 것을 강원특별자치도지사가 문화재위원회의 심의를 거쳐 문화재자료로 지정한 것을 말한다.

## 지정 목록
- 제1호 ~ 제100호
- 제101호 ~ 제200호